# 恩斯特·瓦尔德施米特
恩斯特·瓦尔德施米特，又译林冶（德語：Ernst Waldschmidt，1897年—1985年）德国东方研究、印度学家。瓦尔德施米特最初在柏林大学任教，后于1936年起在哥廷根大学任教，并于1937年5月加入德意志民族社会主义工人党。 1935年季羡林留学德国哥廷根大学，从恩斯特·瓦尔德施米特学梵語、巴利語和佛学。

## 简历
- 1929年 德国柏林人民艺术博物馆馆长。
- 1930年 柏林大学讲师。
- 1935年 哥廷根大学印度学教授，印度学系主任。
- 1937年5月1日， 加入德意志民族社会主义工人党
- 1939年1月1日， 加入德意志民族社会主义教师联盟（德语：Nationalsozialistischer Deutscher Dozentenbund）（NSDDB）

## 著作
- 《尼泊尔，来自喜马拉雅王国的艺术》
- 《佛陀传奇》
- 《印度的宗教》
- 《亚洲历史》
- 《印度民间手工艺》
- 《吐鲁番出土的梵文残卷》